# Budimski mir
Z Budimskim mirom (poimenovanem po Budimu, danes delu mesta Budimpešta), sklenjenim 3. aprila 1254, sta si kralja Otokar II. Češki in Belo IV. Ogrski razdelila Vojvodino Avstrijo in Vojvodino Štajersko; slednja je pripadla Ogrski.

## Izumrtje vojvod Babenberških
Potem ko so Babenberžani izumrli kot vladarji (vojvode) Avstrije in Štajerske s smrtjo vojvode Friderika II. Prepirljivca v bitki na Leithi leta 1246, sta obe vojvodini ostali brez vladarja in vzbudili pohlep med vladarji sosednjih držav. 
Otokar, 22-letni češki princ, je spomladi 1252 prevzel vojvodino Avstrijo tako, da se je poročil s 47-letno Margareto Babenberško, dedno sestro Friderika Prepirljivca, in  zahteval tudi Štajersko. Malo pozneje se je Gertruda Babenberška, dedinja Friderika, poročila z Romanom Haličkim, sorodnikom kralja Bele, ki je nato zahteval nekdanja babenberška ozemlja. Potem ko so štajerski stanovi soglasno izvolili Štefana, sina kralja Bele, konec istega leta, se je Bela povezal z vojvodo Otonom Bavarskim in vojvoda  Bolesław Krakovski ter z Romanom in leta 1253 neuspešno napadel Moravsko in Avstrijo. Papež je v teh sporih deloval kot posrednik.

## Mirovni sporazum
V mirovnem sporazumu, sklenjenim 3. aprila 1254 v Budimu med češkim kraljem Otokarjem II. in ogrskim kraljem Belo IV., je bila s posredovanjem papeža Inocenca IV. in škofa Bruno Olumutski Štajerska podeljena madžarskemu kralju.
Vendar je dotedanja štajerska grofija Piten severovzhodno od prelaza Semeringa in gore Wechsel (od Wechsela je meja potekala po razvodnici  Donava - Raba -  do Hartlspitza v Rozalijsko gorovje, ki je ležala na meji z Madžarsko) in Travensko, ki je bila prvotno pod oblastjo Štajerski Otakarjev, in je pripadala Štajerski, ter Ischler Land, pripadlo Otokarju. Grad Schwarzenbach v Spodnja Avstrija, ki je takrat prvič omenjen, je bil podeljen Ogrski.
Gertrudi, ki jo je Roman zapustil že leta 1253, so bila zagotovljena številna gospostva in mesta na Štajerskem, med drugim Voitsberg in Judenburg, ki jima je pozneje podelila več svoboščin in donacij.

## Nadaljnji razvoj
Kralj Otokar se ni mogel sprijazniti z dogovorjeno izgubo ozemlja v prid Bele Ogrskega in se je čez nekaj časa znova lotil boja. Koristil mu je upor štajerskega plemstva proti ogrski oblasti, ki je izbruhnil leta 1260.
Po Bitka pri Kressenbrunnu istega leta je moral Bela z Dunajskim mirom  leta 1261 Štajersko odstopiti  Otokarju. 
Združitev Travenskega z drugimi obdonavskimi območji je omogočila ustanovitev Zgornje Avstrije s središčem Linz.